# Le Pont des Soupirs (film, 1964)
Pour les articles homonymes, voir Pont des Soupirs (homonymie).
Pour plus de détails, voir Fiche technique et Distribution.
Le Pont des Soupirs (Il ponte dei Sospiri) est un film franco-italo-espagnol de Carlo Campogalliani et Piero Pierotti, sorti en 1964.

## Synopsis
Un capitaine vénitien est accusé de meurtre et de complot, il est donc condamné à mort par le Conseil des Dix. Mais l'homme parvient à s'échapper et retourne à Venise pour prouver son innocence et revendiquer son honneur taché. En effet, le capitaine sera réintégré et recevra des excuses du Doge, qui le met à la tête d'une armée contre les Turcs. De plus, le Doge a promis à l'homme sa belle fille en mariage.

## Fiche technique
- Titre original italien : Il ponte dei Sospiri
- Titre français : Le Pont des Soupirs ; Le Seigneur des mers (ressortie vidéo)
- Réalisation : Carlo Campogalliani et Piero Pierotti
- Scénario : Carlo Campogalliani, Piero Pierotti, Oreste Biancoli, Gian Paolo Callegari, Manuel Pilares et Duccio Tessari d'après le roman de Michel Zévaco
- Direction artistique : Aurelio Crugnola
- Décors : Lega-Michelena
- Costumes : Franco Loquenzi
- Photographie : Rafael Pacheco et Luciano Trasatti
- Son : Alessandro Sarandrea
- Montage : Ornella Micheli
- Musique : Angelo Francesco Lavagnino
- Production : Luigi Carpentieri, Ermanno Donati, Piero Donati, José María Rodríguez
- Sociétés de production :  Estela Films, Panda Societa
- Sociétés de distribution : Francinor (France)
- Pays d'origine :  Italie
- Langue : italien
- Format : Couleur (Technicolor) - 35 mm - 2,35:1 (Techniscope) - son mono
- Genre : Film d'aventures
- Durée : 91 minutes (1h31)
- Dates de sortie :
  - Italie : 16 mars 1964.
  - France : 24 février 1965

## Distribution
- Brett Halsey  (VF : Serge Lhorca) : Rolando Candiano
- Gianna Maria Canale  (VF : Claire Guibert) : Imperia
- Burt Nelson  (VF : Jacques Deschamps) : Scalabrino
- Conrado San Martín  (VF : Michel Gatineau) : la capitaine Altieri
- Vira Silenti : Leonora
- José Marco Davó  (VF : Pierre Asso) : le grand inquisiteur Bembo Altieri
- José Nieto : Antonio Dandolo
- Jean Murat : le doge Candiano
- Andrea Bosic  (VF : René Bériard) :  Davilla
- Nello Pazzafini : Bepi
- Bruno Scipioni
- Nino Persello  (VF : Roland Ménard) : le capitaine Sandrigo
- Perla Cristal : Juana
- Paolo Gozlino : le capitaine Lorenzi
- Lilly Darelli : Bianca, la fille d'Imperia

## Œuvre connexe
- Sur le pont des Soupirs (Sul ponte dei Sospiri) d'Antonio Leonviola (1953)